# Pyramid (geometri)

Femsidig oregelbunden pyramid.

En pyramid är en polyeder (mångsiding) med en bas i form av en månghörning och tre eller flera sidoytor i form av trianglar.
Pyramiden bestäms av basen och en punkt, pyramidens spets, som inte ligger i samma plan som basen. 
Det vinkelräta avståndet mellan basen och spetsen kallas pyramidens höjd.
En pyramid med en triangel som bas kallas en triangulär eller tresidig pyramid eller tetraeder. Om samtliga sidoytor och den triangulära basen är liksidiga trianglar är pyramiden en regelbunden tetraeder.
En pyramid med en kvadrat eller annan fyrhörning som bas kallas en fyrsidig pyramid, etc.
En pyramid är regelbunden om basen är en regelbunden månghörning och höjden går genom basens medelpunkt.
| Tetraeder | Fyrsidig pyramid | Femsidig pyramid | Sexsidig pyramid |
| --------- | ---------------- | ---------------- | ---------------- |
|           |                  |                  |                  |

Volymen V för en pyramid är
{\displaystyle V={B\cdot h \over 3}}
där B är arean av basen och h är pyramidens höjd. Detta gäller oavsett pyramidens form.